# Марен-Олерон

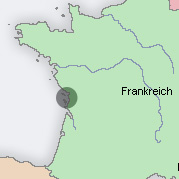
Географическое положение бассейна Марен-Олерон

Марен-Олерон (фр. Marennes-Oléron) — название области традиционного разведения устриц во французском департаменте Приморская Шаранта.

## Общая информация
Бассейн Марен-Олерон располагается в юго-западной части департамента Приморская Шаранта, и в его границах находится 27 прибрежных районов.

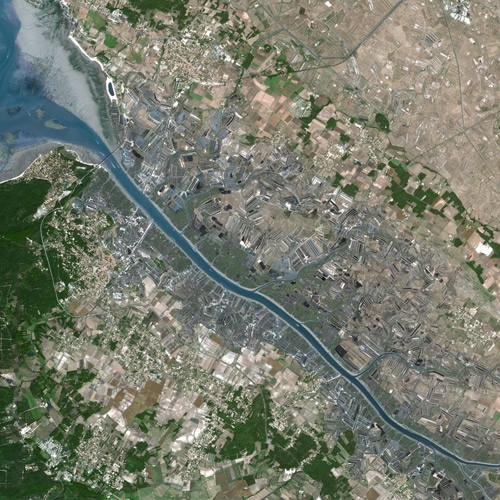
Эстуарий реки Сёдр

- заболоченные берега эстуария реки Сёдр, ограниченные с севера по правому берегу коммуной Марен, с юга по левому берегу коммуной Ла-Трамблад, и вплоть до коммуны Л’Эгюий в основании эстуария,
- заболоченные берега на юго-востоке острова Олерон,
- заболоченные берега возле Бурсфран-ле-Шапю, коммуны, расположенной между островом Олерон и коммуной Марен, на севере вплоть до косы Шапю, на месте бывших солевых испарительных бассейнов, используемых теперь под клеры (фр. «claire» — бассейн для выращивания устриц, соединённый с морем).

Вследствие метонимии, Марен-Олерон также используется для названия устриц, выращенных в этом географическом районе. Эти устрицы, типа крёз (вогнутые устрицы), выдерживаются сначала в садках в открытом море, а затем созревают (или облагораживаются) в клерах, имея название, соответствующее своему месту происхождения:
- Фин де клер (от фр. «fines de claire»)
- Спесиаль де клер (от фр. «spéciale de claire»)

## История
Устрицы прижились на шарантском побережье с незапамятных времён, а вкус их стал признан ещё в галло-римскую эпоху. Поначалу устриц собирали на случайных банках (отмелях), где они обильно размножались естественным путём.
Затем, начиная с XVIII века, их начали выращивать в устричных садках, которые устроили на месте заброшенных соляных разработок. Тем не менее это занятие не было распространённым, и до первой половины XIX века устриц собирали исключительно в качестве дополнительного заработка.
Подлинное развитие культуры разведения устриц произошло в эпоху Второй империи, благодаря решениям Наполеона III, который фактически основал в этом регионе новую культуру разведения устриц, переустроив принципы хозяйствования в его приморской части и внедрив использование извести в процесс улова молодых устриц.

Устричная хижина в бассейне Марен-Олерон. Постройки такого типа во времена Третьей республики радикально изменили пейзаж прежних соляных разработок в долине реки Сёдр.

Вплоть до 1920 года, в этом районе преобладала плоская устрица или Ostrea edulis, которая приобретала зелёный оттенок в старых садках; поэтому их стали называть устрицами в клерах. Зелёные устрицы района Марен, известные под названием зелёные марен, были признаны с давних времён, но их разведение стало развиваться быстрыми темпами после появления железнодорожного сообщения в 1876 году, которое создало благоприятные условия для реализации продукции, адресованной главным образом обеспеченным потребителям, находящимся в столице и в крупных провинциальных городах.
По воле случая, на шарантском побережье в 1868 году появилась португальская устрица (вогнутая устрица, или крёз). Вследствие кораблекрушения груз португальских устриц, по большей части испорченных, оказался в море, неподалёку от устья реки Жиронды. Эти устрицы неожиданно прижились и размножились у шарантского побережья. В дальнейшем эти устрицы появились в продаже, после того как в 1920 году эпизоотия поразила местную плоскую устрицу, уничтожив примерно 80 % устриц бассейна Марен.

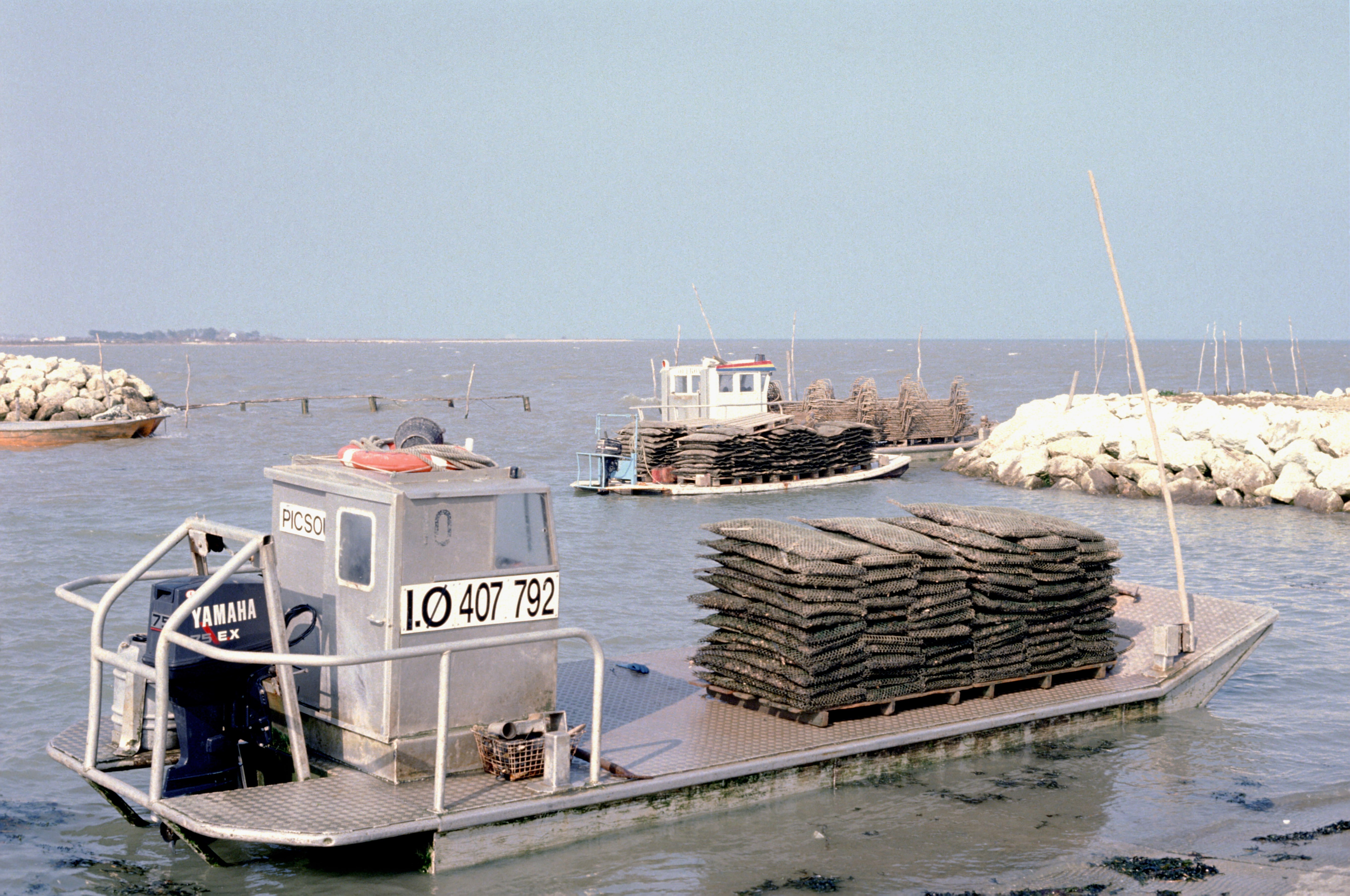
Шаланда, гружёная пошами с устрицами, неподалёку от острова Олерон.

Португальская устрица имела большой успех благодаря своему более быстрому росту, выращивать её значительно проще, чем плоскую устрицу; к её разведению подошли очень тщательно (появление классификации сортов «fines de claire» и «spéciales de claire»). Начиная с 1920-х годов производство устриц достигло 50 000 тонн в год, а продажа устриц по всей территории Франции сделала её доступной всем социальным классам. Распространение вогнутой устрицы крёз внесло существенные изменения в способы разведения устриц, в результате чего весь бассейн Марен-Олерон был занят аффинированием устриц.
В 1970 году случилась ещё одна эпизоотия, и в 1971 году во Францию импортируют 50 тонн устриц-маток из Японии. С тех пор японскую устрицу разводят на всём шарантском побережье.
Начиная с 2009 года права на название «устрицы Марен-Олерон» закреплены за производителями региона в соответствии с реестром Наименование места происхождения товара.

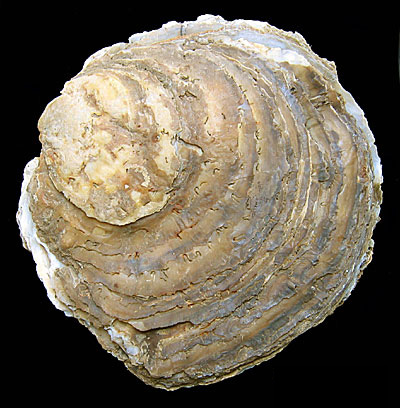
Плоская устрица (фр.), в избытке жившая на побережье бассейна Марен-Олерон до большой эпизоотии 1920 года.
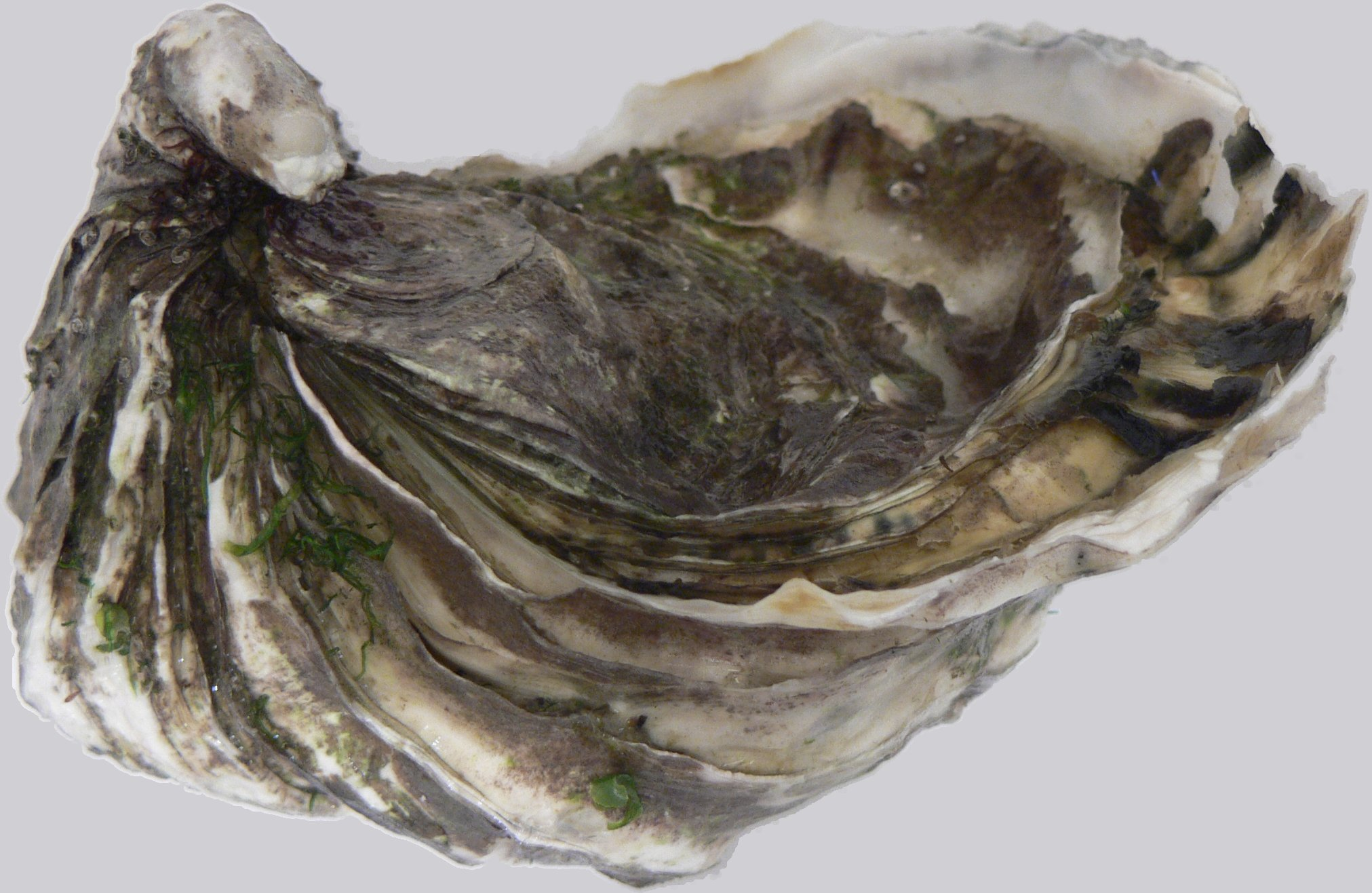
Португальская устрица (вогнутая устрица крёз), узнаваемая по своей слоистой раковине, спасла устричную отрасль в бассейне Марен-Олерон после 1920 года.
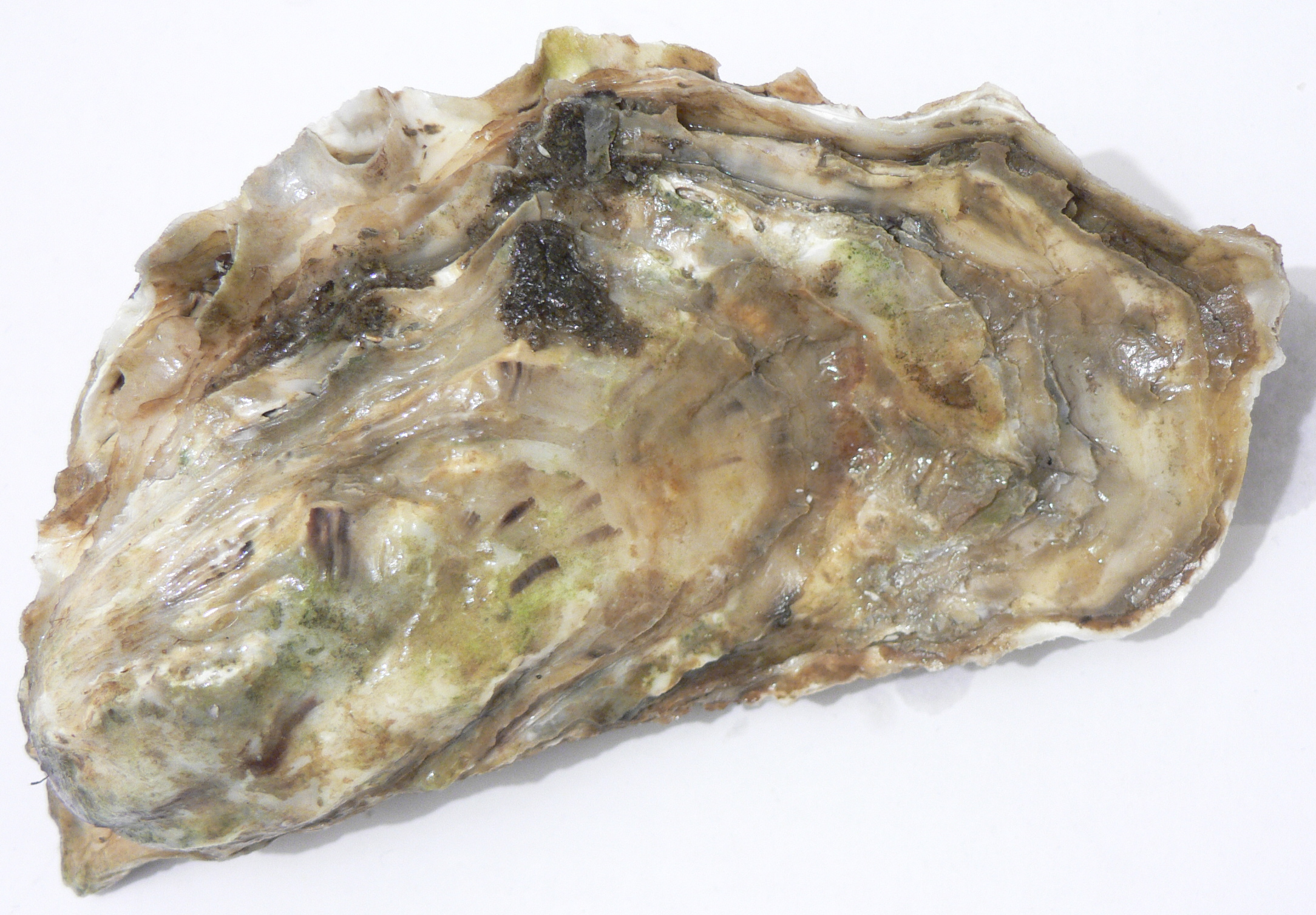
Японская устрица успешно прижилась в 1971 году после эпизоотии, уничтожившей португальских устриц в бассейне Марен-Олерон.

## Важный регион разведения устриц

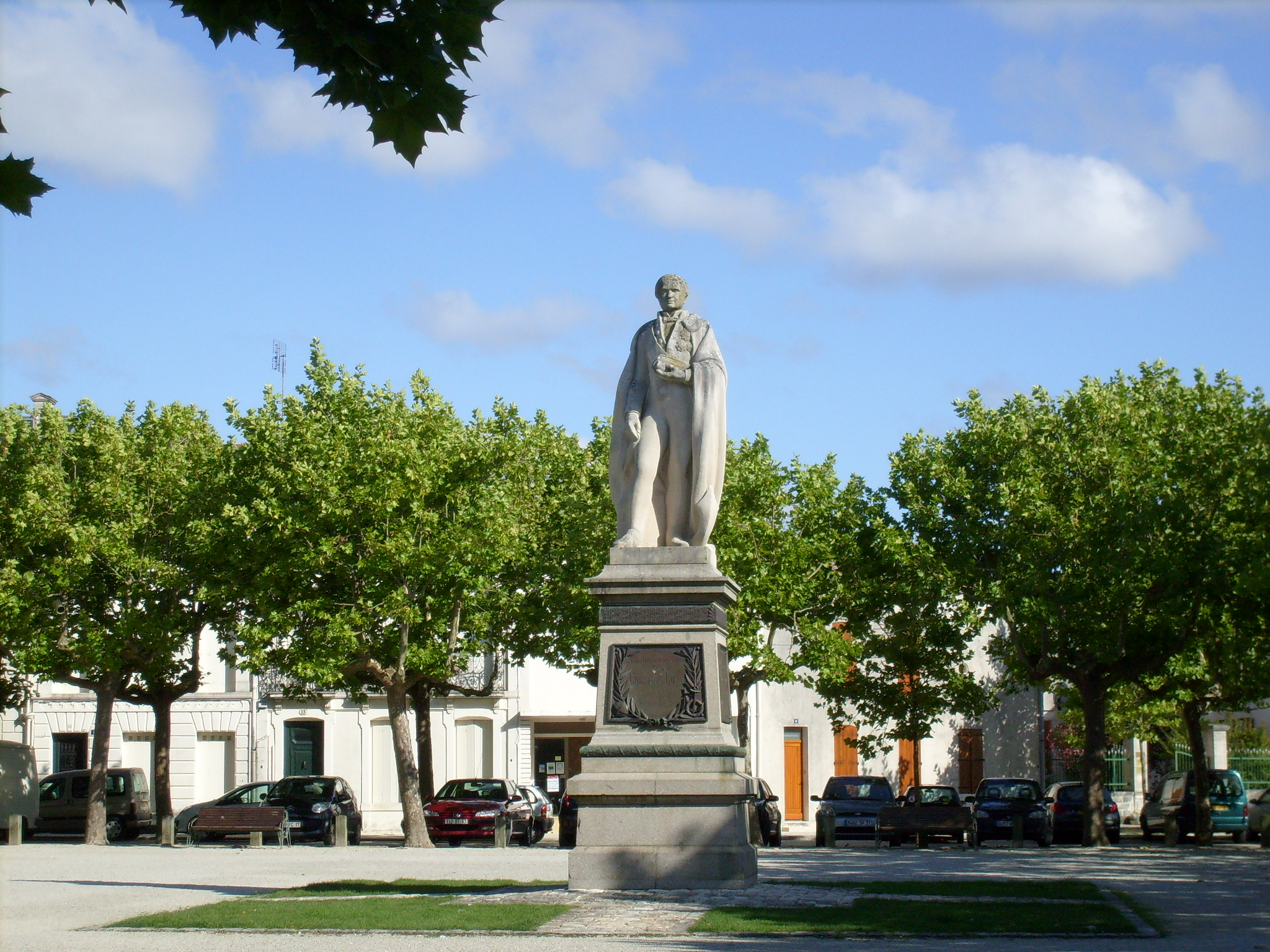
Площадь Шасслу-Лоба в городе Марен, исторической устричной столице

Регламентирование деятельности по разведению устриц в бассейне Марен-Олерон делится на органы администрации и социальной защиты (в Марене), структуры для образования и методологии (в Бурсфран-ле-Шапю) и организации, занимающиеся научными исследованиями (в Ла-Трамблад и в Ле-Шато-д’Олерон). Важная национальная отраслевая выставка культивирования устриц и мидий ежегодно проходит в городе Ла-Трамблад. Это мероприятие, по сути, является региональной витриной устричной отрасли в бассейне Марен-Олерон, который остаётся главнейшим центром аффинирования (облагораживания) устриц во Франции.
Региональный Комитет разведения устриц, мидий и других ракушек является единственной структурой, отвечающей за устричный промысел во всём департаменте Приморская Шаранта, не ограничиваясь бассейном Марен-Олерон.
Недалеко от коммуны Марен, названной «устричной столицей», образуя с ней единую агломерацию, находится городок Бурсфран-ле-Шапю — один из трёх главных центров устричного промысла в бассейне Марен-Олерон, имеющий множество устричных садков для улавливания и аффинирования устриц и свой устричный порт Шапю напротив острова Олерон, который начиная с 1966 года соединён с материком автомобильным мостом. Именно в этом устричном городке в 1989 году открыли Лицей моря и побережья. В этом государственном образовательном учреждении ежегодно обучается более 450 лицеистов; также здесь имеется отделение профессиональной переподготовки для взрослых (CFPPA).
Дополнительно, в 2009/2010 году состоялось первое зачисление в новый класс Лицензирования специалистов устойчивого разведения водных животных, открытый совместно с Университетом Ла-Рошели.

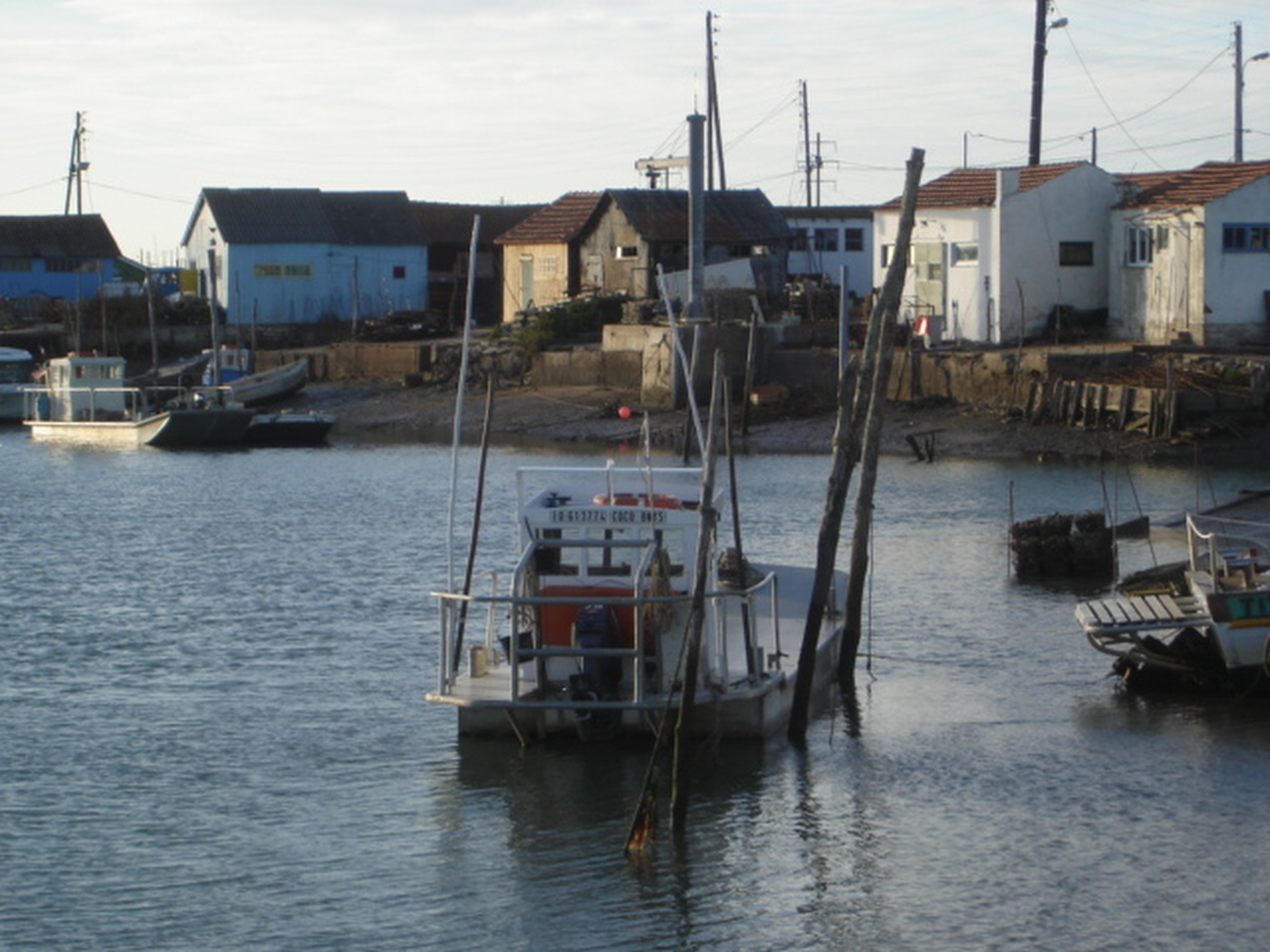
Ле-Шато-д’Олерон — один из трёх главных центров устричного промысла в бассейне Марен-Олерон.

На территории бассейна Марен-Олерон уже долгое время проводятся научные исследования. Два исследовательских учреждения имеют здесь свои лаборатории; первая расположена в Ла-Трамблад, а вторая — в Ле-Шато-д’Олерон.

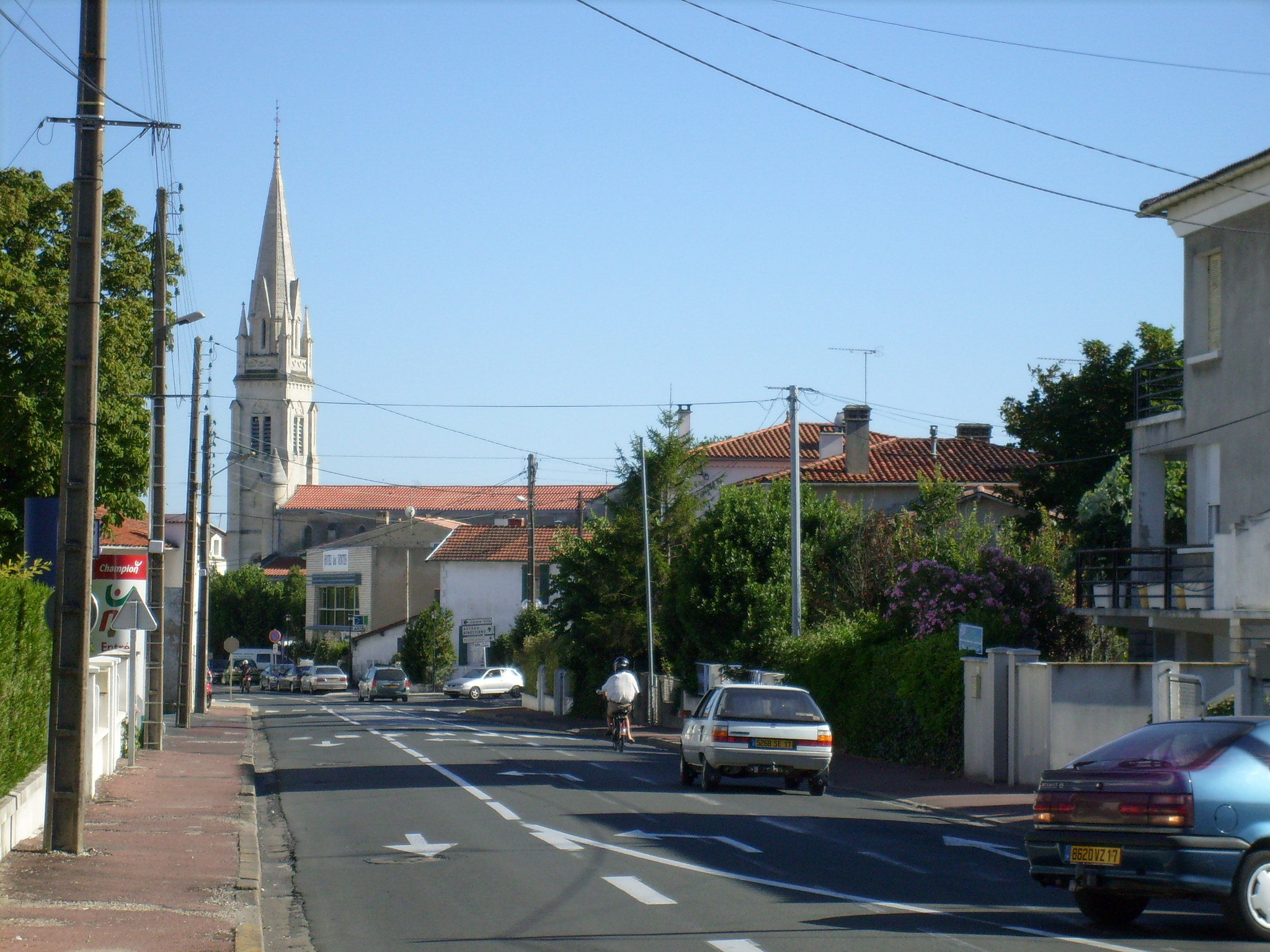
Ла-Трамблад — наиболее крупный устричный центр бассейна Марен-Олерон. Здесь находится научно-исследовательская лаборатория и проводится главная национальная выставка разведения устриц и мидий во Франции.

Исследовательский центр IFREMER, находящийся в Ла-Трамблад, является самым старым из двух, второй — ISTPM. К 2006 году были сделаны значительные инвестиции для выполнения своей основной задачи — наблюдения за морской средой. Лаборатория Ifremer в Ла-Трамблад располагает собственным зоосанитарным кластером, где выполняются любые анализы Сети исследования патологий моллюсков(REPAMO).
Наконец, в бассейне Марен-Олерон каждый год проходит национальная отраслевая выставка разведения устриц и мидий; в 2011 году она проводилась в 39-й раз. Это одна из самых важных выставок Франции, что подтверждается количеством участников (в 2006 году было зарегистрировано 120 участников на выставочной площади 6000 м²) и посетителей (3000 специалистов в 2006 году).
Начиная с 2008 года в бассейне каждую весну отмечается массовая гибель вогнутых устриц крёз, что угрожает существованию промысла. Теперь всё внимание обращено на исследователей из IFREMER. В 2011 году повышенная гибель стала отмечаться на две недели ранее (середина апреля), вызвав повышение цен на всём побережье в два раза. Было доказано наличие вируса герпеса OsHV-1 и бактерий вибрионов. Исследователи создали устойчивую особь, высаживая устриц в патогенную среду и сохраняя выживших. Второе улучшенное поколение (G2A), получающееся из скрещивания выживших особей, имеет уровень смертности не более 7 %. В случае подтверждения результатов исследований в более крупном масштабе, такие устрицы можно будет выпустить в продажу в 2016 году.